# Regenschwemmlinge

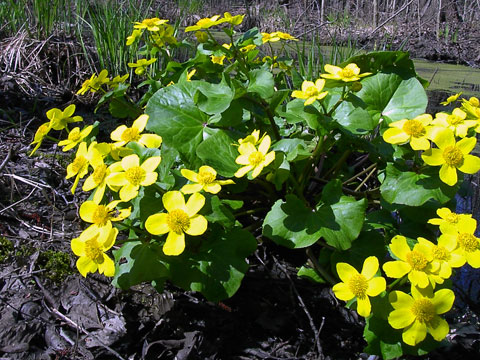
Die Sumpfdotterblume zählt zu den Regenschwemmlingen.

Als Regenschwemmlinge bezeichnet man Pflanzen, deren Kapsel- oder Balgfrüchte sich nur öffnen, wenn sie durch Feuchtigkeit Wasser aufnehmen und die Fruchtwände dadurch aufquellen. Die Samenausbreitung erfolgt, indem die gereiften Samen durch den herabfallenden Regen aus den Fruchtbehältern herausgeschwemmt und durch das abfließende Regenwasser verbreitet werden.
Die Nutzung der Regenschwemmung ist eine Unterform der Ombrochorie, der Ausbreitung durch Regentropfen, die wiederum eine Unterform der Hydrochorie ist, der Ausbreitung durch Wasser. In dem Artikel Ausbreitungsmechanismen von Pflanzen sind die Verbreitungsmechanismen der Pflanzen im Überblick zusammengestellt.

## Einige Beispiele
- Prächtige Fetthenne  (Hylotelephium spectabile)[1]
- Scharfer Mauerpfeffer (Sedum acre)[1]
- Sumpfdotterblume (Caltha palustris)
- Winterling (Eranthis hyemalis)